# Banrisul
Banrisul (Banco do Estado do Rio Grande do Sul S.A. (BRSR6), bank van de staat Rio Grande do Sul) is een grote bank in het zuiden van Brazilië.
Het netwerk van Banrisul ligt over meerdere steden en staten in Brazilië, het hoofdkantoor staat in Porto Alegre.